# Neophytos Vamvas
Neophytos Vamvas (en griego: Νεόφυτος Βάμβας; 1770 - 9 de enero de 1856), fue un clérigo y educador griego del siglo XIX.
Vamvas nació en la Isla de Quíos en 1770. Su nombre secular era Nikolaos. Fue ordenado diácono a los 20 años y en 1804 fue a estudiar a Francia donde conoció a Adamantios Koraís.
A su regreso a Grecia, enseñó en Quíos, en la Academia Jónica de Corfú, en el primer Gimnasio de Siros y más tarde en la recién fundada Universidad de Atenas.
Su principal contribución a la literatura griega es su traducción de la Biblia al griego moderno, un esfuerzo al que se opusieron en ese momento los círculos ultraconservadores dentro de la Iglesia ortodoxa griega (cuestión lingüística griega). Su versión finalmente fue permitida en 1924.
Murió en Atenas el 9 de enero de 1856.